# SQLObject
SQLObject - об'єктно-реляційне відображення між базою даних SQL та об'єктами мови Python. Досить популярние зараз, і входить в багато різних застосунків (наприклад TurboGears). Дуже подібний до Active Record в Ruby on Rails. 
SQLObject підтримує багато СУБД: MySQL, PostgreSQL, SQLite, Sybase SQL Server, MaxDB, Microsoft SQL Server та Firebird.
Перша версія SQLObject була публічно випущена в жовтні 2002.
Проект є вільним програмним забезпеченням і випускається під ліцензією GNU Lesser General Public License.

## Дивись також
- TurboGears
- SQLAlchemy
- Storm

## Зноски
1. ↑  Bicking, Ian. [ANN] SQLObject 0.1. SQLObject. Архів оригіналу за 14 липня 2013. Процитовано 6 серпня 2011.